# Base navale de Ream

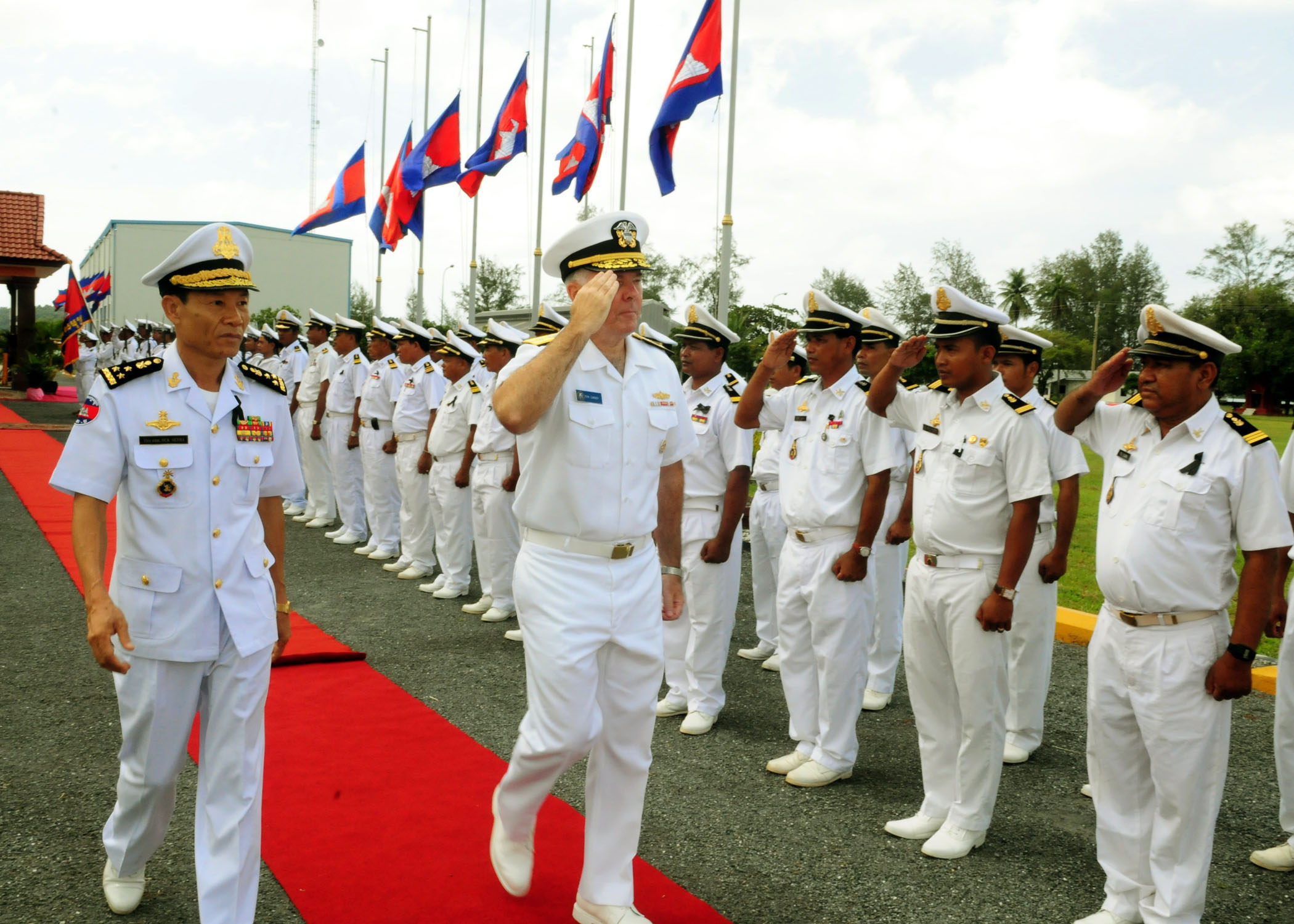
Tom Carney saluant les officiers de la marine royale cambodgienne, à la base navale de Ream (CARAT 2012).

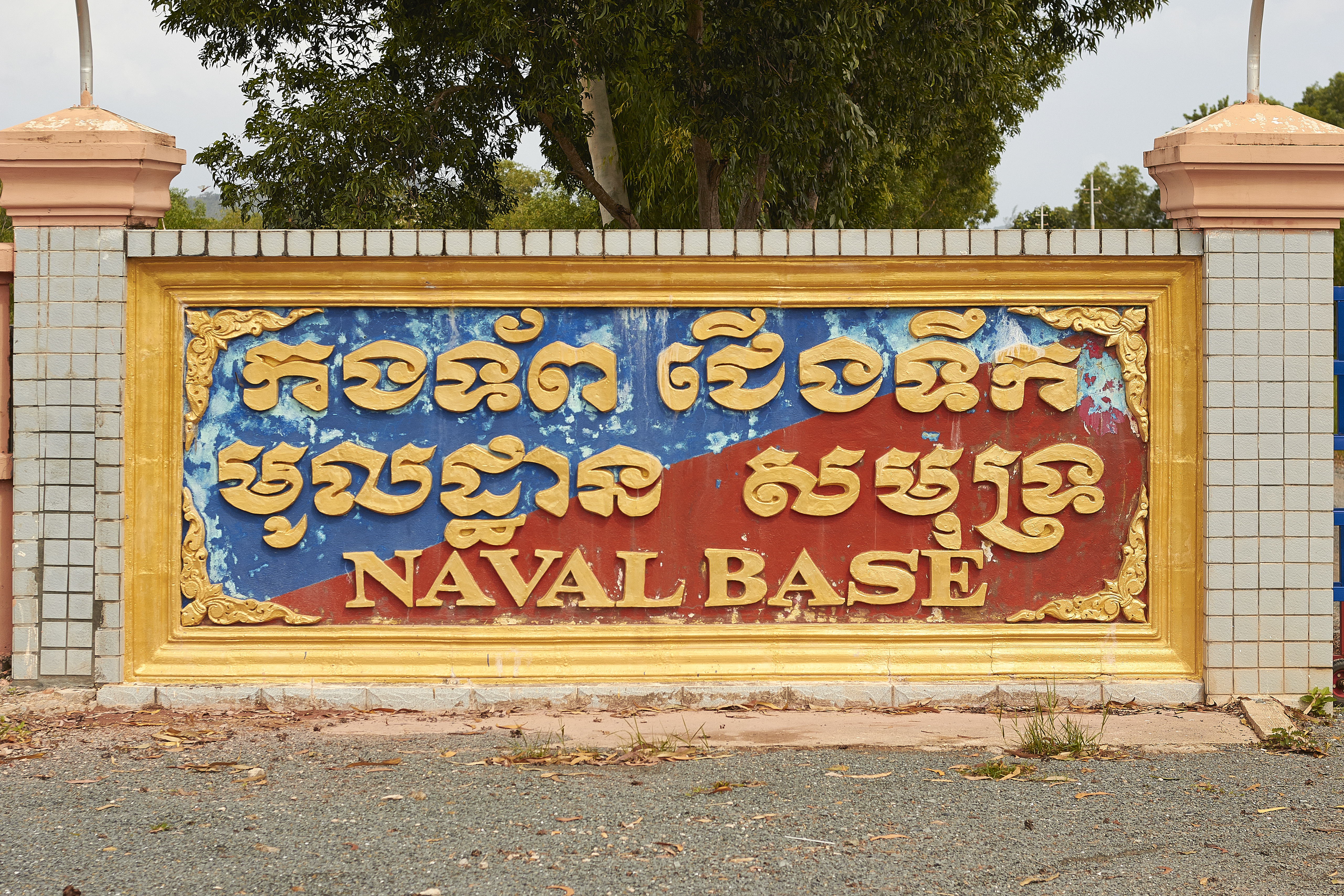
Entrée de la base navale de Ream.

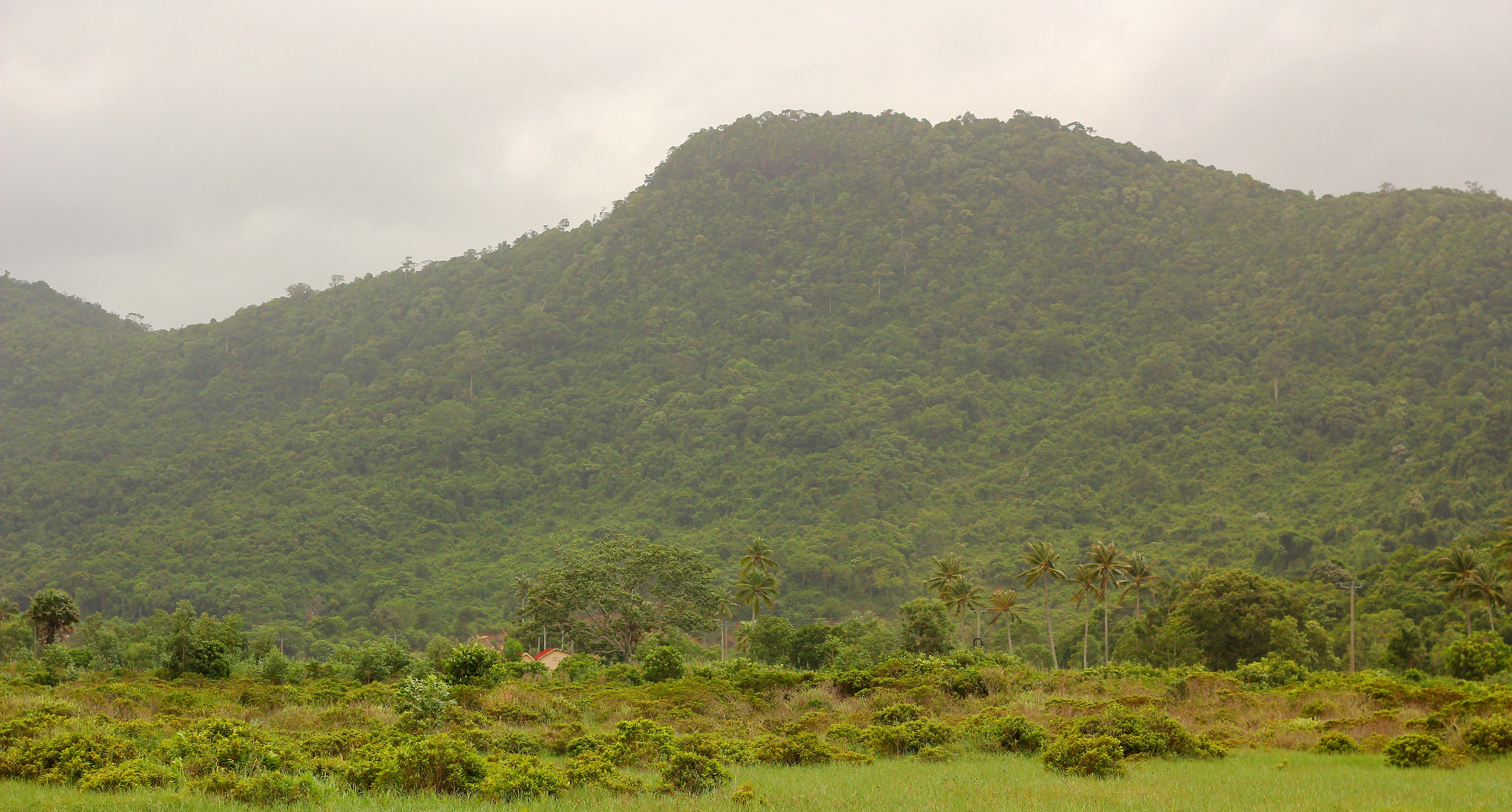
Paysage des montagnes de Ream.

La base navale de Ream ou RNB (pour Rem Naval Base) est une installation navale côtière exploitée par la marine royale cambodgienne sur le littoral du golfe de Thaïlande, face à l'île de Koh ta Kiev, et un peu au sud de l'aéroport international de Sihanoukville dans la province de Sihanoukville, au Cambodge.
Cette base, qui s'étend sur environ 190 acres aux abords d'un vaste récif corallien, est située sur une péninsule, juste au sud-est de la capitale provinciale, Krong Preah Sihanouk (en).
Depuis 2010, elle est un site d'entraînements et d'exercices navals conjoints annuels entre le Cambodge et les États-Unis dans le cadre du programme de préparation et d'entraînement à la coopération à flot (CARAT). À la suite de soupçons d'ingérence chinoise, elle est source de tensions diplomatiques.

## Histoire
Lors de la première phase d'expansion de la marine khmère, une nouvelle base navale côtière a été construite à Ream dans la province de Kampot, équipée d'un quai flottant. La petite flotte de surface de la marine cambodgienne a alors été augmentée par l'ajout de quinze embarcations maritimes et fluviales d'origine britannique et américaine offertes par le gouvernement français.
Dans le cadre du programme d'aide américain MAAG, la marine cambodgienne a reçu trois Landing Craft Support, quatre Landing Craft Utility (LCU), deux Combat Salvage Boats (CSB) armés de mitrailleuses lourde Browning M2 12,7 mm, cinq bateaux fluviaux LCM-8 (en) d'autres LCU et péniches de débarquement.
Durant la première guerre civile cambodgienne (1967-1975), les combats se sont concentrés au sol, faisant que la marine de guerre a été négligée dans le pays.
En 1970, quand le coup d'État de Lon Nol l'a placé à la tête du gouvernement, la base navale de Ream était délabrée. Sa jetée était en très mauvais état, et la base sans système de soutien logistique efficace. Le pays disposait de très peu de capacité de réparation.
En 1974, le gouvernement de Lon Nol, la Marine nationale khmère (MNK) et la Marine royale britannique avaient considérablement amélioré la base via l'achat de 20 PCF (Swift Boats) équipés de radars nouvellement construits ; le stationnement de quatre PBR (River Patrol Boats) dans la zone portuaire de Kompong Som (Sihanoukville) ; la révision de tous les engins lourds en inventaire ; l'achat d'une cale sèche flottante ; une mise à niveau des équipements de la base ; l'installation d'un système efficace de soutien à l'approvisionnement ; et l'achèvement d'une jetée moderne et d'un complexe de soutien pour la base. Cette base récemment rénovée et réaménagée a permis à la marine nationale khmère d'assumer efficacement la patrouille et la surveillance du littoral cambodgien auparavant sous-traitée à la marine sud-vietnamienne (VNN) par la jeune République khmère.
D'autres plans visaient la construction d'une centrale de production d'électricité et l'achat de patrouilleurs plus grands et mieux armés. Ils n'ont pas pu être car, en 1975, la République chutait avec la prise de pouvoir des Khmers rouges.
Puis l'éviction des Khmers rouges (en 1979) et l'établissement d'une monarchie constitutionnelle, le gouvernement, en coopération avec ses alliés, a fait de l'installation une base navale relativement modernisée.
Elle était en 2012 commandée par le contre-amiral Ouk Seyha, le commandant adjoint du Royal Cambodian Marine. En février la construction d'une nouvelle route à la pointe sud-est du parc est lancée, afin de desservir un projet de « petite » station touristique, le tout semblant être financée par des capitaux chinois. Le projet est controversé pour au moins deux raisons : il s'inscrit, sans en ternir compte, dans une aire où vivent de nombreuses espèces menacées à protéger (parc national de Ream), et d'autre part, la population locale (pêcheurs principalement) semble exclue des retombées économiques de ces projets.

### Présence chinoise
En juillet 2019, le Wall Street Journal rapporte que la marine chinoise de l'APL semble avoir secrètement obtenu un accès exclusif à environ un tiers de la base pour une durée de 30 ans, donnant à Pékin un nouveau flanc sud sur la mer de Chine méridionale, et une seconde base à l'étranger (l'autre ayant été ouverte à Djibouti en 2017).
Un tel accueil de forces armées étrangères serait contraire à la constitution cambodgienne ainsi qu'aux accords de paix de Paris de 1991 qui ont mis fin à la guerre civile cambodgienne,,.
L'existence de l'accord a été démentie par les autorités cambodgiennes qui l'ont qualifié de fake news, mais les autorités chinoises ne l'ont pas démenti, gardant le silence à ce sujet.
La présence présumée de la Chine sur la base navale de Ream a été condamnée par Sam Rainsy, ancien chef de l'opposition du Cambodge et dernier chef du Parti du sauvetage national du Cambodge avant sa dissolution par la Cour suprême du Cambodge.
Dans un article pour Foreign Affairs, Rainsy a décrit la présence chinoise comme une « grave menace pour la stabilité régionale » et l'a qualifiée de partie d'un plan global du gouvernement chinois visant à militariser la côte cambodgienne en combinaison avec des projets d'infrastructure ambitieux dans la province voisine de Koh Kong.
En juillet 2019, Tea Banh (ministre de la Défense nationale cambodgienne) dit ne pas comprendre la réponse des États-Unis (plus précisément la réponse de Joseph Felter, sous-secrétaire adjoint américain à la Défense pour l'Asie du Sud et du Sud-Est) après que le Royaume ait décliné l'offre américaine d'aide à la réparation de la base navale de Ream.

Selon Emily Zeeberg (porte-parole de l'ambassade américaine), ce refus a justifié la crainte d'un possible hébergement de moyens militaires chinois (ce que la constitution cambodgienne ne permet théoriquement pas, ni à aucun autre pays étranger) ; d'autant qu'une entreprise construit un aéroport et un port maritime respectivement capable de recevoir des avions de guerre et des navires de guerre. Selon Tea Banh, l'assistance à la reconstruction était inutile, simplement car l'armée prévoyait de déplacer cette base navale pour en augmenter la capacité. Emily Zeeberg a exhorté les dirigeants cambodgiens à maintenir leur engagement constitutionnel en faveur d'une politique étrangère indépendante et à protéger activement l'indépendance du Cambodge pour les générations futures.
En octobre 2020, le vice-amiral Vann Bunlieng reconnait que si des travaux de dragage sont en cours autour de la base, c'est pour pouvoir accueillir de plus gros navires, dans le cadre d'un projet soutenu par le gouvernement chinois. Ces travaux sont conduits par le groupe China Metallurgical Group Corporation, spécialisé dans l'exploitation minière. L'un des deux bâtiments financés par les États-Unis sur la base a été démoli en septembre 2020.
En avril 2025, le résultat de travaux de rénovation de la base de Ream est inauguré en présence d'une délégation militaire chinoise. La base navale rénovée aura vocation d'accueillir des bâtiments de marines étrangères, sans être exclusive à un pays en particulier.